# Allá te espero
Allá te espero é uma telenovela colombiana produzida e exibida pela RCN Televisión entre 21 de janeiro e 30 de setembro de 2013.

## Enredo
Rosa María Restrepo e Alex Montoya são um casal jovem nativo para o café-e viver com seu filho Michael em razão da Nazario Restrepo, pai de Rosa María, localizado na zona rural de Filandia .Na fazenda Nazario também vive com sua esposa Magnolia (Alejandra Borrero) e seus netos Pacho (Javier Ramirez) e Juanita (Ana Maria Estupiñán), cuja mãe Cecilia (Valentina Rendón), irmã de Rosa María, recentemente emigrou para Nova Iorque procura de emprego depois de se divorciar Aurelio (Juan Pablo Franco), pai de seus filhos.

## Elenco
- Mónica Gómez - Rosa María Restrepo Jaramillo
- Keller Wortham - David Schroeder
- Sebastián Martínez - Alex Montoya
- Alejandra Borrero - Magnolia Jaramillo de Restrepo
- Carlos Benjumea - Nazario Restrepo
- Valentina Rendón - Cecilia Restrepo Jaramillo
- Bebsabe Duque - Maribel Rondón
- Ana Wills - Sarah Visbal Schroeder
- Andrea Guzmán - Berenice Ortiz
- Luis Fernando Salas - Leonardo †
- Ilja Rosendahl - Thomas
- Ana Maria Estupiñán - Juana "Juanita" Salazar Restrepo
- Javier Ramírez - Francisco Javier "Pacho" Salazar Restrepo †
- Carmenza Gómez - Rubiela Jaramillo
- Patrick Delmas - Phillipe
- Elkin Díaz - Félix Cascavita
- Juan Pablo Franco - Aurelio Salazar
- Sebastián Parada - Michael Montoya Restrepo
- Lincoln Palomeque - Javier Linero
- Morella Zuleta - Norma
- Iván López - Samuel Fernández
- Cristina Campuzano - Amelia Patiño
- Carlos Camacho - Guido Ramírez
- Carlos Manuel Vesga - Álvaro Jaramillo
- Javier Gnecco - Gabriel Fernández
- Alberto Pujol - Silvio
- Humberto Dorado - Guillermo Visbal
- Gloria Zapata - Leonor de Visbal
- Jeimy Paola Vargas - Dora
- Maria Vanedi - María Guadalupe "Lupe" Aguilar
- Joavany Álvarez - Luis †
- Giancarlo Mendoza - Nicolás Cascavita †
- Adriana Silva - Paola
- Juan Luís Abisambra - Martín
- Rodolfo Valdés - René
- Alejandro Martínez - Jerónimo Castillo
- Diego León Hoyos - Israel †
- Ana Lucía Silva- Susana
- Sandra Monica Cubillos - Marina
- Ramsés Ramos - Omar Hernández

## Versão
- A versão mexicana da novela produzida pela Televisa, intitulada Amor dividido, prevista para exibição em janeiro de 2022.